# Allinge-Sandvig
Allinge-Sandvig – miejscowość w Danii na wyspie Bornholm na Morzu Bałtyckim. W 2011 r. miasto liczyło 1 723 mieszkańców.